# Papucii lui Mahmud
Papucii lui Mahmud este un roman de Gala Galaction. A fost publicat prima dată în anul 1931.
Personajul principal, Savu Pantofaru, om cu frica de Dumnezeu, participă la un chef în Roșiori de Vede în cinstea victoriei de la Plevna. Neînvățat cu alcoolul, se îmbată și vrea să ucidă și el un turc. Găsește unul într-o magazie, bolnav de tifos, și-l lovește mortal cu un par. A doua zi, cuprins de remușcări, îl duce în cimitirul românesc pentru a-l îngropa, dar se îmbolnăvește și el de tifos.

## Vezi și
- 1931 în literatură